# Qigzhi (sockenhuvudort i Kina, Qinghai Sheng, lat 34,57, long 95,66)
Qigzhi (kinesiska: 秋智, 秋智乡, 巴地陇仁) är en sockenhuvudort i Kina. Den ligger i provinsen Qinghai, i den nordvästra delen av landet, omkring 600 kilometer sydväst om provinshuvudstaden Xining. Antalet invånare är 3 343. Befolkningen består av 1 635 kvinnor och 1 708 män. Barn under 15 år utgör 35 %, vuxna 15-64 år 60 %, och äldre över 65 år 3,0 %.
Trakten runt Qigzhi är nära nog obefolkad, med mindre än två invånare per kvadratkilometer. Det finns inga andra samhällen i närheten. Trakten runt Qigzhi består i huvudsak av gräsmarker.